# Dhamane S.Belgaum, Belgaum
Dhamane S.Belgaum là một làng thuộc tehsil Belgaum, huyện Belgaum, bang Karnataka, Ấn Độ.